# Live CD

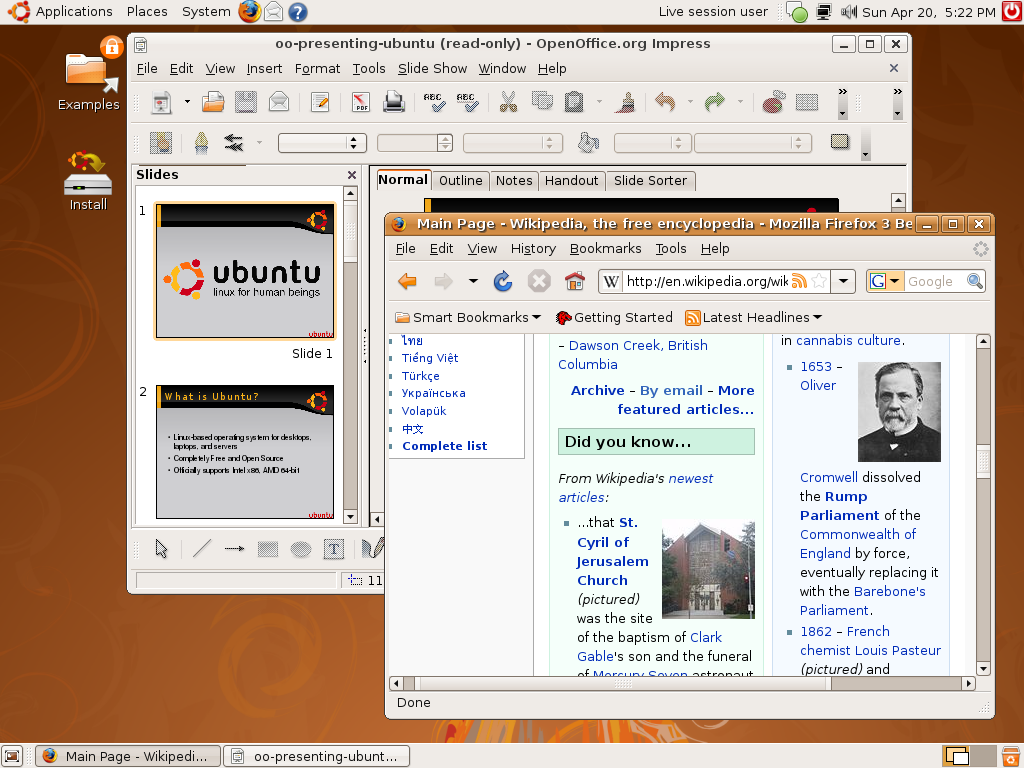
Live CD do ubuntu, rodando Firefox, OpenOffice.org e Pidgin

Live CD ou CD-executável é um CD que contém um sistema operacional/operativo (GNU/Linux, BSD ou outro) que não precisa ser instalado no disco rígido do usuário/utilizador uma vez que o sistema operacional/operativo completo é executado diretamente a partir do CD e da memória RAM. A maioria das distribuições também permite que se instale o sistema operacional/operativo no disco rígido com as mesmas configurações do sistema que roda no CD, caso o usuário/utilizador deseje.

## Arquitetura
Com o BIOS sendo configurado para buscar o sistema operacional no CD, logo após o processo de arranque (boot) o conteúdo do live cd/CD-executável é lido, e o ambiente de trabalho é disponibilizado. Apesar de não instalado, o sistema consegue trabalhar como se estivesse, podendo acessar todos os dispositivos de hardware, conectar-se à Internet e executar aplicativos. Atualmente os live CDs permitem inclusive a instalação virtual de programas durante uma sessão e até mesmo criar um novo live CD configurado conforme as necessidades dos usuários.
Uma das distribuições brasileiras que popularizou este tipo de distribuição foi o Kurumin Linux, desenvolvido por Carlos Morimoto, baseada no Debian e no Knoppix (que também é um live CD).
Representam uma revolução no universo dos sistemas operacionais e no mundo linux em particular, pois permitem aos usuários experimentarem o sistema sem ter que abandonar os sistemas operacionais mais comuns.
Uma outra característica interessante dos live CDs é que eles tem permitido que pessoas com poucos conhecimentos de informática sejam capazes de construir as suas próprias distribuições através de um processo denominado de remasterização. Este processo, porém, é uma característica nem sempre presente numa versão de live CD.

## Live CD Modular
Além dos live cds comuns, existem os modulares que se caracterizam por possuírem seu conteúdo dividido em módulos, arquivos compactados, comumente utilizando-se o sistema de arquivo squashfs,ou similar, contendo aplicativos, bibliotecas, configurações etc. Estes módulos são montados e unidos, através do sistema de arquivo unionfs ou aufs, durante a inicialização do sistema ou posteriormente no decorrer do seu uso, sendo possível adicionar novos módulos, a partir do próprio CD, de outras midias ou por rede.
Alguns exemplos de live cds, que podem ser classificados como modulares são:
- Slax, distribuição Linux baseada no Slackware, criada por Tomas Matejicek, que também criou o Linux-live, conjuto de scripts para a criação de live cds utilizado por outras distribuições;
- Goblinx, distribuição Linux brasileira, baseado no Slackware. Utiliza o Linux-live;
- Morphix, distribuição Linux baseada no Knoppix;
- Dreamlinux, distribuição Linux brasileira, baseada no Morphix;

## Distribuições Linux em Live CD
- Arch Linux
- Backtrack
- Big Linux
- BRLix
- Caixa Mágica Live CD
- CentOS
- Damn Small Linux
- Debian
- Dizinha
- Dreamlinux
- Famelix
- Fedora
- FeniX Linux
- GoblinX
- Gentoo
- Insigne Linux
- Kalango
- KanotiX
- Kake Linux
- Knoppix
- Kubuntu
- Kurumin Linux
- Kurumin NG
- Kurumin Games
- Linux Educacional
- Mandriva
- Mepis
- Morphix
- Musix
- NimbleX
- OpenSUSE
- PCLinuxOS
- PHLAK
- Porteus
- Poseidon Linux
- Puppy Linux
- Resulinux
- Regata63
- Sabayon Linux
- Slax
- Ubuntu
- Super Ubuntu
- Yoper

Entre outras.

## Outros sistemas em Live CD
- PC-BSD - baseado em FreeBSD
- FreeSBIE - baseado em FreeBSD
- m0n0wall - firewall baseado em FreeBSD
- PFSense - outro firewall inspirado no m0n0wall que usa o FreeBSD
- Frenzy - baseado em FreeBSD
- BSDeviant - baseado em FreeBSD - dimensionada para um mini CD-R
- OliveBSD - baseado em OpenBSD
- WifiBSD - baseado em NetBSD
- Jihbed - baseado em NetBSD
- RedBSD - baseado em FreeBSD
- Live Android - baseado em Android
- Android-x86 - baseado em Android
- ReactOS - inspirado em Windows